# Unione Sportiva Triestina 1962-1963
Questa voce raccoglie le informazioni riguardanti la Unione Sportiva Triestina nelle competizioni ufficiali della stagione 1962-1963.

## Stagione
Dopo un anno in Serie C, la Triestina tornò a disputare il campionato di Serie B: la squadra ottenne la salvezza alle ultime giornate, riuscendo a lasciare due punti di vantaggio sul Como, 18º e quindi retrocesso.

## Divise
| Prima divisa |

## Rosa
| N. |                   | Ruolo | Calciatore       |
| -- | ----------------- | ----- | ---------------- |
|    | Italia (bandiera) | P     | Carlo Mezzi      |
|    | Italia (bandiera) | P     | Riccardo Toros   |
|    | Italia (bandiera) | D     | Adelchi Brach    |
|    | Italia (bandiera) | D     | Romano Frigeri   |
|    | Italia (bandiera) | D     | Silvano Merkuza  |
|    | Italia (bandiera) | D     | Giuliano Pez     |
|    | Italia (bandiera) | D     | Adriano Varglien |
|    | Italia (bandiera) | D     | Giampiero Vitali |
|    | Italia (bandiera) | C     | Amedeo Corso     |
|    | Italia (bandiera) | C     | Pietro Dalio     |
|    | Italia (bandiera) | C     | Fermo Ferrara    |

| N. |                     | Ruolo | Calciatore          |
| -- | ------------------- | ----- | ------------------- |
|    | Italia (bandiera)   | C     | Vittorino Mantovani |
|    | Italia (bandiera)   | C     | Luigi Porro         |
|    | Italia (bandiera)   | C     | Renato Sadar        |
|    | Italia (bandiera)   | C     | Giuseppe Secchi     |
|    | Italia (bandiera)   | A     | Giuseppe Orlando    |
|    | Italia (bandiera)   | A     | Gloriano Risos      |
|    | Italia (bandiera)   | A     | Sergio Santelli     |
|    | Ungheria (bandiera) | A     | László Szőke        |
|    | Italia (bandiera)   | A     | Luigi Trevisan      |
|    | Italia (bandiera)   | A     | Renzo Vit           |

## Risultati

### Serie B

#### Girone di andata
| 16 settembre 1962 1ª giornata | Simmenthal-Monza | 2 – 2 | Triestina |  |

| 23 settembre 1962 2ª giornata | Triestina | 2 – 2 | Pro Patria |  |

| 30 settembre 1962 3ª giornata | Messina | 2 – 1 | Triestina |  |

| 7 ottobre 1962 4ª giornata | Cosenza | 3 – 1 | Triestina |  |

| 14 ottobre 1962 5ª giornata | Triestina | 2 – 2 | Udinese |  |

| 21 ottobre 1962 6ª giornata | Sambenedettese | 1 – 1 | Triestina |  |

| 28 ottobre 1962 7ª giornata | Triestina | 1 – 2 | Verona |  |

| 4 novembre 1962 8ª giornata | Triestina | 2 – 0 | Parma |  |

| 11 novembre 1962 9ª giornata | Bari | 1 – 1 | Triestina |  |

| 18 novembre 1962 10ª giornata | Foggia & Incedit | 2 – 1 | Triestina |  |

| 25 novembre 1962 11ª giornata | Triestina | 1 – 0 | Lucchese |  |

| 2 dicembre 1962 12ª giornata | Como | 4 – 2 | Triestina |  |

| 16 dicembre 1962 13ª giornata | Triestina | 1 – 0 | Alessandria |  |

| 23 dicembre 1962 14ª giornata | Padova | 4 – 0 | Triestina |  |

| 30 dicembre 1962 15ª giornata | Triestina | 3 – 1 | Lecco |  |

| 6 gennaio 1963 16ª giornata | Cagliari | 2 – 2 | Triestina |  |

| 13 gennaio 1963 17ª giornata | Triestina | 0 – 1 | Lazio |  |

| 20 gennaio 1963 18ª giornata | Brescia | 1 – 0 | Triestina |  |

| 27 gennaio 1963 19ª giornata | Triestina | 2 – 1 | Catanzaro |  |

#### Girone di ritorno
| 3 febbraio 1963 20ª giornata | Triestina | 3 – 1 | Simmenthal-Monza |  |

| 10 febbraio 1963 21ª giornata | Pro Patria | 1 – 1 | Triestina |  |

| 17 febbraio 1963 22ª giornata | Triestina | 1 – 0 | Messina |  |

| 24 febbraio 1963 23ª giornata | Triestina | 1 – 1 | Cosenza |  |

| 3 marzo 1963 24ª giornata | Udinese | 3 – 1 | Triestina |  |

| 10 marzo 1963 25ª giornata | Triestina | 3 – 1 | Sambenedettese |  |

| 17 marzo 1963 26ª giornata | Verona | 4 – 1 | Triestina |  |

| 24 marzo 1963 27ª giornata | Parma | 2 – 1 | Triestina |  |

| 7 aprile 1963 28ª giornata | Triestina | 2 – 1 | Bari |  |

| 14 aprile 1963 29ª giornata | Triestina | 1 – 1 | Foggia & Incedit |  |

| 21 aprile 1963 30ª giornata | Lucchese | 3 – 0 | Triestina |  |

| 28 aprile 1963 31ª giornata | Triestina | 1 – 1 | Como |  |

| 5 maggio 1963 32ª giornata | Alessandria | 3 – 0 | Triestina |  |

| 12 maggio 1963 33ª giornata | Triestina | 3 – 1 | Padova |  |

| 19 maggio 1963 34ª giornata | Lecco | 0 – 0 | Triestina |  |

| 26 maggio 1963 35ª giornata | Triestina | 3 – 0 | Cagliari |  |

| 2 giugno 1963 36ª giornata | Lazio | 2 – 1 | Triestina |  |

| 9 giugno 1963 37ª giornata | Triestina | 0 – 1 | Brescia |  |

| 16 giugno 1963 38ª giornata | Catanzaro | 2 – 1 | Triestina |  |

## Statistiche

### Statistiche di squadra
| Competizione | Punti | In casa | In casa | In casa | In casa | In casa | In casa | In trasferta | In trasferta | In trasferta | In trasferta | In trasferta | In trasferta | Totale | Totale | Totale | Totale | Totale | Totale | DR  |
| Competizione | Punti | G       | V       | N       | P       | Gf      | Gs      | G            | V            | N            | P            | Gf           | Gs           | G      | V      | N      | P      | Gf     | Gs     | DR  |
| ------------ | ----- | ------- | ------- | ------- | ------- | ------- | ------- | ------------ | ------------ | ------------ | ------------ | ------------ | ------------ | ------ | ------ | ------ | ------ | ------ | ------ | --- |
| Serie B      | 33    | 19      | 11      | 5       | 3       | 32      | 17      | 19           | 0            | 6            | 13           | 17           | 42           | 38     | 11     | 11     | 16     | 49     | 59     | -10 |
| Coppa Italia |       | 1       | 0       | 1       | 0       | 1       | 1       | -            | -            | -            | -            | -            | -            | 1      | 0      | 1      | 0      | 1      | 1      | 0   |
| Totale       |       | 20      | 11      | 6       | 3       | 33      | 18      | 19           | 0            | 6            | 13           | 17           | 42           | 39     | 11     | 12     | 16     | 50     | 60     | -10 |

### Statistiche dei giocatori
| Giocatore    | Serie B  | Serie B | Coppa Italia | Coppa Italia | Totale   | Totale |
| Giocatore    | Presenze | Reti    | Presenze     | Reti         | Presenze | Reti   |
| ------------ | -------- | ------- | ------------ | ------------ | -------- | ------ |
| A. Brach     | 11       | 0       | -            | -            | 11       | 0      |
| A. Corso     | 1        | 0       | 1            | 0            | 2        | 0      |
| P. Dalio     | 37       | 0       | 1            | 0            | 38       | 0      |
| F. Ferrara   | 5        | 0       | -            | -            | 5        | 0      |
| R. Frigeri   | 34       | 1       | 1            | 0            | 35       | 1      |
| V. Mantovani | 26       | 7       | -            | -            | 26       | 7      |
| S. Merkuza   | 31       | 1       | 1            | 0            | 32       | 1      |
| C. Mezzi     | 25       | -33     | -            | -            | 25       | -33    |
| G. Orlando   | 10       | 2       | 1            | 1            | 11       | 3      |
| G. Pez       | 1        | 0       | -            | -            | 1        | 0      |
| L. Porro     | 23       | 7       | -            | -            | 23       | 7      |
| G. Risos     | 13       | 1       | 1            | 0            | 14       | 1      |
| R. Sadar     | 37       | 1       | 1            | 0            | 38       | 1      |
| S. Santelli  | 30       | 10      | -            | -            | 30       | 10     |
| G. Secchi    | 32       | 2       | 1            | 0            | 33       | 2      |
| L. Szoke     | 6        | 0       | -            | -            | 6        | 0      |
| R. Toros     | 13       | -26     | 1            | -1           | 14       | -27    |
| L. Trevisan  | 22       | 5       | 1            | 0            | 23       | 5      |
| A. Varljen   | 3        | 0       | -            | -            | 3        | 0      |
| R. Vit       | 20       | 6       | 1            | 0            | 21       | 6      |
| G. Vitali    | 38       | 3       | 1            | 0            | 39       | 3      |